# Liste der Tettsteder in Innlandet
Dies ist eine Liste der Tettsteder in Innlandet. Gelistet werden also alle Tettsteder, die im Fylke (Provinz) Innlandet liegen. Die Tettsteder werden jährlich vom norwegischen Statistikamt Statistisk sentralbyrå (SSB) nach gewissen Kriterien bestimmt. Ein Tettsted hat mindestens 200 Einwohner und der Abstand zwischen den einzelnen Häusern soll im Normalfall nicht 50 Meter überschreiten. Der Abstand kann größer sein, wenn etwa die natürlichen Gegebenheiten in einem Gebiet keine Bebauung zulassen oder flächenintensive Anlagen wie Schulen oder Industriegebäude vorliegen. In einer Kommune können mehrere Tettsteder liegen. Zugleich können sich einzelne Tettsteder über mehrere Kommunen erstrecken.
Im Jahr 2024 lebten 60,5 % der Einwohner des Fylkes in einem Tettsted. Damit war Innlandet das Fylke mit dem mit Abstand am kleinsten Anteil an Einwohnern, die in einem Tettsted leben.

## Liste
| Nummer | Bild                                                                                         | Name            | Einwohner (1. Januar 2024) | Fläche in km² (1. Januar 2024) | Kommune(n)               |
| ------ | -------------------------------------------------------------------------------------------- | --------------- | -------------------------- | ------------------------------ | ------------------------ |
| 1001   | Luftbild einer an einem See gelegenen Stadt                                                  | Hamar           | 30.030                     | 14.21                          | Hamar, Ringsaker, Stange |
| 1002   | Foto einer durch einen Ort führenden Straße mit zwei Wohnhäusern im Bild                     | Ingeberg        | 927                        | 0.47                           | Hamar                    |
| 1003   |                                                                                              | Blæstadgrenda   | 447                        | 0.31                           | Hamar                    |
| 1011   | Foto eines mit Häusern bebauten Hügel, an dessen höchsten Punkt eine Festung                 | Kongsvinger     | 12.443                     | 8.27                           | Kongsvinger              |
| 1012   | Foto eines in Holz erbauten Bahnhofsgebäudes                                                 | Roverud         | 764                        | 0.98                           | Kongsvinger              |
| 1014   | Foto einer Holzkirche mit Friedhof                                                           | Austmarka       | 229                        | 0.49                           | Kongsvinger              |
| 1020   | Foto einer Holzkirche                                                                        | Byflaten        | 254                        | 0.2                            | Ringsaker                |
| 1021   | Foto aus der Ferne auf eine an einem See gelegene Stadt, dahinter erhebt sich die Landschaft | Brumunddal      | 11.337                     | 7.34                           | Ringsaker                |
| 1022   | Foto eines Brücke über ein Gewässer und einer Ortschaft auf der gegenüberliegenden Seite     | Tingnes         | 467                        | 0.43                           | Ringsaker                |
| 1023   | Foto einer mit weißen Häusern gesäumten Straße                                               | Moelv           | 4547                       | 3.95                           | Ringsaker                |
| 1025   |                                                                                              | Kvål            | 294                        | 0.15                           | Ringsaker                |
| 1026   |                                                                                              | Kylstad         | 397                        | 0.28                           | Ringsaker                |
| 1027   | Foto einer Straßengablung mit einigen Häusern dahinter in einer bewaldeten Umgebung          | Mesnali         | 382                        | 0.61                           | Ringsaker                |
| 1028   | Foto einer Straße mit einer Tankstelle links und Wohnhäusern rechts                          | Stavsjø         | 273                        | 0.36                           | Ringsaker                |
| 1031   | Foto einer mit einigen Wohnhäusern gesäumten Straße                                          | Slemsrud        | 580                        | 0.46                           | Hamar                    |
| 1032   |                                                                                              | Lismarka        | 201                        | 0.24                           | Ringsaker                |
| 1041   | Foto eines hölzernen Bahnhofsgebäudes                                                        | Ådalsbruk       | 852                        | 0.82                           | Løten                    |
| 1042   | Foto einer Straßengabelung umgeben von Geschäften                                            | Løten           | 2964                       | 1.88                           | Løten                    |
| 1043   | Foto einer Straße in ländlicher Umgebung mit einigen Häusern                                 | Løiten brænderi | 924                        | 0.78                           | Løten                    |
| 1051   | Foto von einer Anhöhe auf einen Ort herunter, der in bewaldetem Gebiet an einem See liegt    | Tangen          | 511                        | 0.58                           | Stange                   |
| 1052   | Foto eines Ortszentrums mit einigen Geschäften                                               | Stange          | 3508                       | 2.42                           | Stange                   |
| 1053   |                                                                                              | Sørbygdafeltet  | 418                        | 0.38                           | Stange                   |
| 1054   | Foto eines hölzernen Bahnhofs                                                                | Ilseng          | 977                        | 1.06                           | Stange, Hamar            |
| 1055   | Foto einer Straßenmündung mit einem weißen Holzhaus dahinter                                 | Gata            | 538                        | 0.6                            | Stange                   |
| 1056   | Foto einer Straßenmündung mit einem Wohnhaus und einem Geschäft dahinter                     | Romedal sentrum | 727                        | 0.5                            | Stange                   |
| 1058   |                                                                                              | Bekkelaget      | 7086                       | 3.36                           | Stange                   |
| 1061   | Foto einer Kirche mit Friedhof                                                               | Sand            | 1131                       | 1.33                           | Nord-Odal                |
| 1062   | Foto einer Kirche mit Friedhof                                                               | Mo              | 413                        | 0.58                           | Nord-Odal                |
| 1071   | Foto einer Brücke über ein Gewässer mit einigen Häusern auf der anderen Seite                | Skarnes         | 2728                       | 2.44                           | Sør-Odal                 |
| 1072   | Foto eines hölzernes Bahnhofsgebäudes                                                        | Sander          | 294                        | 0.26                           | Sør-Odal                 |
| 1073   | Foto eines hölzernes Bahnhofsgebäudes                                                        | Disenå          | 260                        | 0.52                           | Sør-Odal                 |
| 1082   | Foto eines hölzernes Bahnhofsgebäudes                                                        | Skotterud       | 1398                       | 1.54                           | Eidskog                  |
| 1083   | Foto einer Holzkirche mit Friedhof                                                           | Magnor          | 940                        | 1.41                           | Eidskog                  |
| 1092   | Foto eines hölzernes Bahnhofsgebäudes                                                        | Kirkenær        | 1225                       | 1.99                           | Grue                     |
| 1101   | Foto eines hölzernes Bahnhofsgebäudes                                                        | Flisa           | 1771                       | 1.88                           | Åsnes                    |
| 1102   |                                                                                              | Kjellmyra       | 451                        | 0.65                           | Åsnes                    |
| 1112   | Foto einer modernen Holzkirche                                                               | Våler           | 1110                       | 1.28                           | Våler                    |
| 1113   | Foto eines hölzernes Bahnhofsgebäudes                                                        | Braskereidfoss  | 249                        | 1.61                           | Våler                    |
| 1121   | Foto einer von Geschäften gesäumten Straße                                                   | Elverum         | 15.869                     | 12.24                          | Elverum                  |
| 1122   |                                                                                              | Heradsbygd      | 489                        | 1.04                           | Elverum                  |
| 1132   |                                                                                              | Nybergsund      | 365                        | 0.57                           | Trysil                   |
| 1133   | Foto des Rathauses von Trysil                                                                | Innbygda        | 2569                       | 3.38                           | Trysil                   |
| 1141   | Foto ines Ortszentrums mit einer roten Holzkirche                                            | Rena            | 2117                       | 2.04                           | Åmot                     |
| 1151   | Foto des Rathauses von Stor-Elvdal                                                           | Koppang         | 1006                       | 2.02                           | Stor-Elvdal              |
| 1161   | Foto einer Straße mit mehreren Wohnhäusern                                                   | Otnes           | 270                        | 0.49                           | Rendalen                 |
| 1163   |                                                                                              | Drevsjø         | 306                        | 0.47                           | Engerdal                 |
| 1181   | Foto eines Bahnübergangs in einer Ortschaft                                                  | Tolga           | 627                        | 1.07                           | Tolga                    |
| 1191   | Foto einer in bergiger und verschneiter Landschaft liegender Siedlung                        | Tynset          | 2976                       | 3.03                           | Tynset                   |
| 1201   | Foto einer in einem Flusstal gelegenen Ortschaft                                             | Alvdal          | 855                        | 1.45                           | Alvdal                   |
| 1211   |                                                                                              | Folldal         | 509                        | 1.04                           | Folldal                  |
| 1221   | Foto einer an einem Fluss gelegenen Ortschaft in bergiger Umgebung                           | Os              | 687                        | 1.03                           | Os                       |
| 1501   | Foto einer an einem See gelegenen Stadt                                                      | Lillehammer     | 21.468                     | 11.53                          | Lillehammer              |
| 1502   | Foto einer in hügliger Landschaft gelegenen Ortschaft                                        | Jørstadmoen     | 656                        | 0.8                            | Lillehammer              |
| 1503   | Foto eines Ortes in hügliger Umgebung                                                        | Fåberg          | 682                        | 0.52                           | Lillehammer              |
| 1505   | Foto eines Geschäfts                                                                         | Vingrom         | 752                        | 0.64                           | Lillehammer              |
| 1506   | Foto eines Hafen mit Booten und einer Siedlung dahinter                                      | Vingnes         | 1524                       | 0.97                           | Lillehammer              |
| 1511   | Foto einer an einem See gelegenen Stadt                                                      | Gjøvik          | 28.801                     | 20.25                          | Gjøvik, Vestre Toten     |
| 1513   |                                                                                              | Bybrua          | 1082                       | 0.93                           | Gjøvik                   |
| 1515   | Foto von einer Anhöhe auf einen Ort herab                                                    | Biri            | 1666                       | 2.08                           | Gjøvik                   |
| 1516   |                                                                                              | Monssveen       | 361                        | 0.23                           | Gjøvik                   |
| 1522   | Foto eines Bahnhofgebäudes                                                                   | Dombås          | 1163                       | 1.57                           | Dovre                    |
| 1531   | Foto einer Kirche                                                                            | Lesja           | 230                        | 0.41                           | Lesja                    |
| 1541   | Foto einer von Holzhäusern gesäumten Straße in bergiger Umgebung                             | Bismo           | 631                        | 1.23                           | Skjåk                    |
| 1551   | Foto einer an einem Bergfuß gelegenen Ortschaft                                              | Fossbergom      | 839                        | 1.47                           | Lom                      |
| 1561   | Luftbild einer in einem Tal gelegenen Ortschaft mit einem Fluss im Hintergrund               | Vågåmo          | 1471                       | 1.68                           | Vågå                     |
| 1562   | Foto eines Supermarkts                                                                       | Lalm            | 328                        | 0.35                           | Vågå                     |
| 1571   | Foto eines Bahnhofs                                                                          | Vinstra         | 2674                       | 3.13                           | Nord-Fron                |
| 1572   | Foto einer Holzkirche                                                                        | Kvam            | 750                        | 1.26                           | Nord-Fron                |
| 1582   | Foto einer Siedlung und eines Flusses in einem Tal                                           | Otta            | 2322                       | 2.17                           | Sel                      |
| 1584   |                                                                                              | Bjølstad        | 370                        | 0.53                           | Sel                      |
| 1585   |                                                                                              | Sandbumoen      | 241                        | 0.24                           | Sel                      |
| 1591   | Foto des Rathauses der Kommune Sør-Fron                                                      | Hundorp         | 584                        | 0.84                           | Sør-Fron                 |
| 1592   | Foto einer an einem Hügel gelegenen Ortschaft                                                | Harpefoss       | 314                        | 0.52                           | Sør-Fron                 |
| 1593   | Foto einer an einem See gelegenen Ortschaft                                                  | Lia             | 266                        | 0.41                           | Sør-Fron                 |
| 1601   | Foto eines hölzernen Bahnhofsgebäudes                                                        | Ringebu         | 1408                       | 1.86                           | Ringebu                  |
| 1602   | Foto einer Holzkirche mit Friedhof in hügliger Umgebung                                      | Fåvang          | 712                        | 0.93                           | Ringebu                  |
| 1611   | Foto einer Straße in einer verschneiten Ortschaft mit mehreren Wohnhäusern                   | Granrudmoen     | 1719                       | 2.01                           | Øyer                     |
| 1612   | Foto eines hölzernen Bahnhofsgebäudes                                                        | Tretten         | 861                        | 1.22                           | Øyer                     |
| 1613   |                                                                                              | Øyer            | 498                        | 0.75                           | Øyer                     |
| 1621   | Foto einer mit Geschäften und anderen Gebäuden umgebenen Straße                              | Segalstad bru   | 1062                       | 1.36                           | Gausdal                  |
| 1622   | Foto einer von Geschäften gesäumten Straße                                                   | Follebu         | 1245                       | 1.14                           | Gausdal                  |
| 1623   | Foto einer Holzkirche                                                                        | Forset          | 608                        | 0.71                           | Gausdal                  |
| 1631   | Foto einer an einem Seeufer gelegenen Siedlung                                               | Kapp            | 2172                       | 1.88                           | Østre Toten              |
| 1632   |                                                                                              | Sletta          | 305                        | 0.34                           | Østre Toten              |
| 1633   | Foto eines Ortszentrums                                                                      | Lena            | 1393                       | 1.52                           | Østre Toten              |
| 1634   |                                                                                              | Starum          | 358                        | 0.69                           | Østre Toten              |
| 1635   | Foto eines hölzernen Bahnhofsgebäudes                                                        | Skreia          | 1036                       | 1.22                           | Østre Toten              |
| 1636   | Foto von einer Anhöhe auf Ort herab                                                          | Lensbygda       | 492                        | 0.59                           | Østre Toten              |
| 1637   | Foto von einer Anhöhe auf einen zwischen Feldern gelegenen Ort herab                         | Kolbu           | 637                        | 0.62                           | Østre Toten              |
| 1638   | Foto einer an einem See gelegenen Ortschaft                                                  | Nordlia         | 683                        | 0.48                           | Østre Toten              |
| 1642   | Foto mehrerer Gebäude                                                                        | Reinsvoll       | 1083                       | 1.2                            | Vestre Toten             |
| 1643   | Foto einer verschneiten Straße, mehreren Wohnhäusern und einem Geschäft                      | Bøverbru        | 744                        | 0.74                           | Vestre Toten             |
| 1644   | Luftbild einer Ortschaft mit einem Bahnhof an einem See                                      | Eina            | 729                        | 0.74                           | Vestre Toten             |
| 1675   | Foto eines Rathauses in einer Ortschaft                                                      | Brandbu/Jaren   | 5148                       | 5.7                            | Gran                     |
| 1676   | Foto eines hölzernen Bahnhofsgebäudes                                                        | Gran/Ringstad   | 1698                       | 1.45                           | Gran                     |
| 1683   | Foto eines an einem Gewässer gelegenen Ortes in bergiger Umgebung                            | Hov             | 2132                       | 2.28                           | Søndre Land              |
| 1691   | Foto eines Ortszentrums mit mehreren Geschäften                                              | Dokka           | 2944                       | 3.45                           | Nordre Land              |
| 1701   | Foto einer in einem Tal gelegenen Ortschaft, durch das sich auch ein Fluss zieht             | Bagn            | 616                        | 0.86                           | Sør-Aurdal               |
| 1711   | Foto von einer Anhöhe auf eine an einem See gelegenen Ort herunter                           | Fagernes        | 1983                       | 2                              | Nord-Aurdal              |
| 1712   | Foto eines hölzernen Bahnhofsgebäudes                                                        | Leira           | 944                        | 1.14                           | Nord-Aurdal              |
| 1713   | Foto eines roten Holzgebäudes mit einem Lebensmittelgeschäft                                 | Aurdal          | 674                        | 0.83                           | Nord-Aurdal              |
| 1721   | Foto einer Holzkirche mit Friedhof                                                           | Røn             | 274                        | 0.48                           | Vestre Slidre            |
| 1722   | Foto einer Steinkirche auf einer Anhöhe                                                      | Slidre          | 310                        | 0.47                           | Vestre Slidre            |
| 1723   |                                                                                              | Vang (Valdres)  | 232                        | 0.26                           | Vestre Slidre            |
| 1731   |                                                                                              | Moane           | 350                        | 0.65                           | Øystre Slidre            |
| 1732   | Foto von einer Skipiste auf einen Ort herab                                                  | Beitostølen     | 342                        | 1.08                           | Øystre Slidre            |
| 1733   | Foto einer Straße an eine Hügel mit zwei Wohnhäusern dahinter                                | Heggenes        | 314                        | 0.46                           | Øystre Slidre            |
| 1751   | Foto einer Holzkirche mit Friedhof in bewaldetem Gebiet                                      | Bruflat         | 228                        | 0.42                           | Etnedal                  |